# Andrea Fiallos
Andrea Fiallos Díaz fundadora y presidenta de Fundación la Iguana, nació en la ciudad de Guayaquil y desde el 2011 se ha dedicado a liderar y ejecutar proyectos de conservación de los bosques del Ecuador, desarrollando la metodología BUN Bosques Urbanos Nativos. 

## Vida
Gran parte de su infancia se desarrolló en el campo junto a sus abuelos en las provincias de Guayas y Santa Elena, en Ecuador, lugares donde nació su amor a la naturaleza.
Al crecer, el contraste de una gran ciudad sin vegetación y vida silvestre, la inspiró a convertir esa frustración en la misión de crear ciudades naturales y sostenibles en su país natal.
Realizó sus estudios en Ecuador y los Estados Unidos en Business Administration. Hizo un internado en la eco-aldea Tiba de Brasil, lugar donde recibió capacitaciones sobre bio-arquitectura, agricultura regenerativa y permacultura y concretó las ideas que forjarían el futuro del paisajismo nativo en Ecuador.
A su regreso, en el año 2011, creó Fundación LA IGUANA - Para la conservación de los ecosistemas tropicales, con el objetivo de desarrollar proyectos que conecten a los ciudadanos con sus raíces naturales, por medio de la educación y la implementación de bosques urbanos nativos en los espacios públicos, enfocados en la protección y conservación de las especies nativas y endémicas.
En pocos años creó un movimiento ambiental revolucionario que marcó la pauta de cómo desarrollar áreas verdes funcionales y eficientes, frente a la crisis climática mundial.
Desafiando a los poderes políticos que insistían en copiar conceptos de ciudades sintéticas que deterioran la calidad de vida, con jardines exóticos de alta demanda y beneficios nulos.
Gracias a su trabajo y a la voz que le dio a la naturaleza, el paisajismo nativo está presente en las agendas políticas de los municipios del Ecuador, ante la mirada vigilante de activistas como ella y sus seguidores.

## Proyectos

### Conferencista
Ha sido conferencista en eventos del International Society of Tropical Foresters (ISTF), organización creada por la Facultad de Manejo Ambiental y Forestal de la Universidad de Yale y varias conferencias locales en temas de biodiversidad, empoderamiento femenino y conservación ambiental.

### Libro Árboles de Guayaquil
Autora del libro “Árboles de Guayaquil”, una obra adaptada para el público en general que permite identificar las especies nativas e introducidas que se pueden encontrar en esta ciudad de la costa ecuatoriana.

### I Guía de Bosques Urbanos Nativos: Biodiversidad, Carbono y Eficiencia
Este libro es una obra de Fundación La Iguana que funciona como una herramienta para educar a la comunidad sobre las plantas nativas del Bosque Seco Tropical y el Valle Seco Interandino que se debe sembrar para promover la conservación y restauración de los ecosistemas y su biodiversidad.

## Activismo y reconocimientos
Es considerada una de las personalidades más influyentes en temas de conservación urbana en el Ecuador. Su participación en diferentes incidentes en los que se ha afectado, o se pretendía afectar las condiciones naturales de zonas urbanas altamente pobladas, ha sido determinante para evitar la tala de árboles, sancionar a los responsables y crear conciencia en los habitantes sobre el valor de estos recursos.
Varios medios de comunicación la han llamado “la voz de los árboles” ya que su labor se ha enfocado en comunicar su importancia, promover su siembra, proteger los existentes y generar conciencia acerca de los recursos naturales que los ciudadanos poseen dentro de sus comunidades. Su lucha ha inspirado a cientos de personas a tomar acciones en beneficio de sus comunidades y sobre todo del medio ambiente.
Ha sido descrita por sus colegas como una defensora de la identidad natural y de la calidad de vida en armonía con la naturaleza. Gracias a su extensa labor los gobiernos locales han tomado acciones cambiando la forma de abordar los temas concernientes a la conservación de recursos naturales en zonas urbanas y su planificación o desarrollo.
Por su labor ha recibido varios reconocimientos, sin embargo su mayor objetivo es lograr que todos los ciudadanos del país y del mundo, a través de la educación, generen una cultura de respeto y armonía con el ambiente, reconociendo las cualidades de los recursos naturales que los rodean y su importancia, para lograr los cambios que la sociedad necesita a través de la acción ciudadana.

## Fundación La Iguana
Es una organización ambiental sin fines de lucro que, desde 2011, impulsa la conservación de la biodiversidad en Ecuador a través de la investigación aplicada y la implementación de soluciones basadas en la naturaleza.
FLI ha desarrollado la metodología Bosque Urbano Nativo (BUN), un modelo integral que combina diseño con enfoque ecosistémico, procesos técnicos de establecimiento, mantenimiento y monitoreo de indicadores ambientales, junto con estrategias de socialización y participación comunitaria.
Esta metodología permite restaurar y fortalecer la conectividad ecológica en entornos urbanos, periurbanos y rurales, generando beneficios ambientales, sociales y económicos sostenibles en el tiempo.
Campaña Sembrando una Ciudad
Durante el año 2012, con el fin de recuperar y generar conciencia en los habitantes sobre la identificaciòn y recursos forestales nativos, inicia la siembra de especies arboreas nativas en zonas y espacios públicos contando con el apoyo de las comunidades y municipios, empoderando y capacitando a los miembros de las comunidades para que sean ellos quienes velen por la supervivencia de los árboles. Este fue el inicio de la campaña y actividad principal de Fundación La Iguana y que lleva el nombre “Sembrando una Ciudad”.
Desde el inicio de la campaña hasta el día se hoy se han sembrado más de 6 millones de plantas y árboles nativos en 15 ciudades del país, sumándose a esta actividad cientos de barrios, colectivos, gobiernos locales y empresas privadas que también han buscado aportar a esta iniciativa.

## Proyectos de Fundación La Iguana

### Sembrando una Ciudad - Red de Ciudades Biodiversas
Periòdicamente Fundación La Iguana selecciona ciudades para transformar un área urbana principal, en una representación natural del ecosistema caracterìstico de esa región, con el objetivo de devolverle espacio a la biodiversidad, brindarle hogar y refugio a la vida silvestre, mejorar la calidad de aire, captar agua de lluvia y reducir los riesgos del efecto de islas de calor y reducir inundaciones en las ciudades.
Esta campaña logra que los ciudadanos puedan conocer cuáles son las especies nativas y endémicas de sus regiones y la importancia de protegerlas y evitar su extinción.
Las empresas y ciudades que forman parte de 'Sembrando una Ciudad' son acreditadas como parte de la Red de Ciudades Biodiversas.

### Tu Escuela en el Vivero
Es un programa educativo ambiental que tiene como objetivo enseñar a niños, jóvenes y adultos, la importancia de conservar los bosques y la biodiversidad del mundo y mostrarles 
las soluciones que podemos tomar como personas para adaptar a las ciudades al cambio climático.
Tu Escuela en el Vivero se desarrolla en la sede principal de Fundación La Iguana ubicada en el Buijo Histórico, Samborondón.
Los horarios de atención son de miércoles a sábado de 9:00am a 12:00pm con reservación previa.